# 诏安站
诏安站位于中国福建省漳州市诏安县西潭乡牛仔岭，是厦深铁路福建段的最后一个站点，设有一个客运站和一个货运站，随2013年12月28日厦深铁路全线通车而正式投入使用。本车站往南班次主要开往深圳，往北开往厦门、福州、温州、杭州、上海、南京等地，日停靠动车班次16趟左右。

## 车站周边
- 斗山
- 诏安县白洋乡中心小学

## 历史
- 2013年12月28日通车启用。